# Platanos (Etolia-Akarnania)
Platanos of Platanos Aitoloakarnanias (Grieks: Πλάτανος of Πλάτανος Αιτωλοακαρνανίας) is een deelgemeente (dimotiki enotita) van de fusiegemeente (dimos) Nafpaktos, in de Griekse bestuurlijke regio (periferia) West-Griekenland.
Platanos, wat betekent "esdoorn") ligt in het voormalige departement Etolia-Akarnania en telt 1775 inwoners.